# Łoniówka
Łoniówka (ukr.  Лонівка) – wieś na Ukrainie w rejonie lwowskim obwodu lwowskiego.
Do 2020 w rejonie przemyślańskim.

## Historia
Pod koniec XIX w. folwark i część wsi Łonie w powiecie przemyślańskim.